# Флемінгтон (Пенсільванія)
Флемінгтон (англ. Flemington) — місто (англ. borough) в США, в окрузі Клінтон штату Пенсільванія. Населення — 1271 особа (2020).

## Географія
Флемінгтон розташований за координатами 41°7′38″ пн. ш. 77°28′13″ зх. д. / 41.12722° пн. ш. 77.47028° зх. д. (41.127190, -77.470232).  За даними Бюро перепису населення США в 2010 році місто мало площу 1,18 км², з яких 1,17 км² — суходіл та 0,02 км² — водойми.

## Демографія
Згідно з переписом 2010 року, у селищі мешкало 1330 осіб у 577 домогосподарствах у складі 367 родин. Густота населення становила 1125 осіб/км².  Було 616 помешкань (521/км²).
Расовий склад населення:
| - 96,6 % — білих - 1,4 % — азіатів - 0,8 % — чорних або афроамериканців |

До двох чи більше рас належало 1,1 %. Частка іспаномовних становила 0,8 % від усіх жителів.
За віковим діапазоном населення розподілялося таким чином: 20,5 % — особи молодші 18 років, 57,8 % — особи у віці 18—64 років, 21,7 % — особи у віці 65 років та старші. Медіана віку мешканця становила 43,2 року. На 100 осіб жіночої статі у селищі припадало 92,8 чоловіків;  на 100 жінок у віці від 18 років та старших — 90,5 чоловіків також старших 18 років.
Середній дохід на одне домашнє господарство  становив 49 296 доларів США (медіана — 43 365), а середній дохід на одну сім'ю — 57 427 доларів (медіана — 54 821). Медіана доходів становила 34 875 доларів для чоловіків та 25 714 долари для жінок. За межею бідності перебувало 15,3 % осіб, у тому числі 24,5 % дітей у віці до 18 років та 8,5 % осіб у віці 65 років та старших.
Цивільне працевлаштоване населення становило 687 осіб. Основні галузі зайнятості: освіта, охорона здоров'я та соціальна допомога — 23,3 %, виробництво — 20,5 %, роздрібна торгівля — 15,6 %.